# مسیر هیپی

282.988x282.988پیکسل

مسیر هیپی یا راه هیپی (به انگلیسی: Hippie Trail)، مسیر گردشگری خاصی است که می‌توان ریشه‌های آن را در سال‌های دهه ۶۰ و ۷۰ میلادی که هیپی‌ها برای مسافرت در بخش‌هایی از جاده باستانی ابریشم از آن استفاده کردند، جستجو کرد.
از آنجایی که در سال‌های ابتدایی دهه ۸۰ میلادی به دلیل نا آرامی‌ها در افغانستان، ایران و عراق مسافرت در مسیر هیپی‌ها مشکل شد، «مسیرهای هیپی» جدیدی در حال شکل‌گیری در شمال آفریقا و در جاهایی مانند تونس و مراکش و سایر مقاصد قابل دسترسی می‌باشد، و به سایر نقاط دنیا نیز گسترش یافته‌ است.